# Theridion quadrilineatum
Theridion quadrilineatum är en spindelart som beskrevs av Lenz 1886. Theridion quadrilineatum ingår i släktet Theridion och familjen klotspindlar.
Artens utbredningsområde är Madagaskar. Inga underarter finns listade i Catalogue of Life.